# Llenguadoc
El Llenguadoc (occità: Lengadòc; francès: Languedoc) és una regió històrica occitana i un país de França, que actualment es troba a la Regió administrativa d'Occitània.
El seu territori tradicional està dividit entre quatre regions estatals franceses: Llenguadoc-Rosselló (55,6%), Migdia-Pirineus (24,8%), Roine-Alps (13%) i Alvèrnia (6,6%). Limita al nord amb el Lionès, a l'est amb el Delfinat, el Comtat Venaissí i la Provença, al sud amb els Països Catalans, al sud-oest amb el País de Foix, a l'oest amb Guiena i Gascunya i al noroest amb Alvèrnia, i s'estén des del massís de les Corberes, al sud-oest, fins al Roine, a l'est, i des de la mar Mediterrània fins al massís Central.
Ocupa una superfície d'uns 42.700 km² i té uns 3.650.000 habitants (cens de 1999), dels quals 52% viuen a la regió del Llenguadoc-Rosselló, 35% a Migdia-Pirineus, 8% a Roine-Alps, i 5% a Alvèrnia.
Segons la proposta de divisió territorial d'Occitània del diari Jornalet, basada en l'obra de Frederic Zégierman Le Guide des pays de France, el Llenguadoc seria una de les vuit regions occitanes, que contindria 7 subregions i fins a 44 parçans (comarques occitanes):
- Albigès - Albigés: (8 parçans).
- Alt Llenguadoc - Lengadòc Naut: (5 parçans).
- Baix Llenguadoc - Lengadòc Bas: (15 parçans).
- Gavaldà - Gavaudan: (5 parçans).
- Comtat de Foix - Comtat de Fois: (6 parçans).
- Velai - Velai (1 parçan).
- Vivarès - Vivarés: (4 parçans).

Segons aquesta proposta, el Llenguadoc ocupa majoritàriament els departaments francesos d'Ardecha, Aude, Erau,Gard, Losera, Tarn,  i parcialment els de l'Alta Garona (Tolosa), Alt Loira, Arieja i Pirineus Orientals (comarca de la Fenolleda).

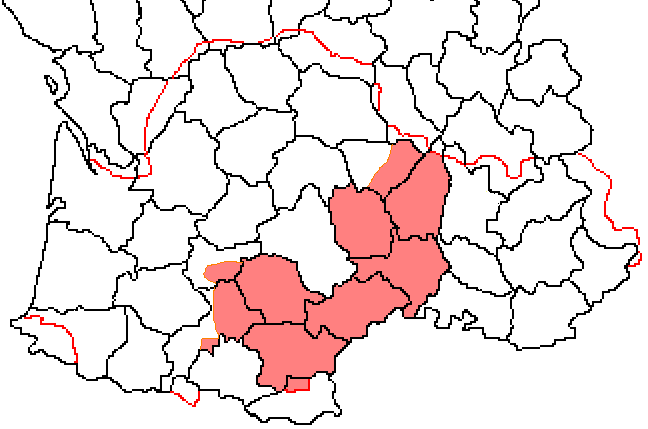
El Llenguadoc històric

## Orografia
El Llenguadoc és format per una plana litoral, llarga (d'uns 200 km) i estreta, que s'eixampla per les valls de l'Aude i el Roine, i per un conjunt de graons calcaris (garrigues) que pugen cap a terres altes (els Causses al centre, les Corberes al SW, les Cevenes a l'E). La costa és formada per platges sorrenques, i hi abunden els cordons litorals que tanquen estanys. Climàticament és un país de transició entre la Mediterrània i l'Aquitània (característiques atlàntiques), amb predomini del clima mediterrani; els estius són molt secs (amb temperatures que arriben a 40 °C) i els vents forts (tramuntana). Els rius principals són l'Aude, l'Orb, l'Erau, el Vidourle, l'Arieja, la Garona, el Gard i el Roine.

## Llengua d'oc
El nom fa referència a la llengua occitana que es parla en aquesta regió i en altres veïnes. El nom de la llengua ve de la paraula oc, que en occità medieval i actual significa 'sí', en contrast amb la llengua parlada més al nord o llengua d'oïl (pronunciat uí, ancestre del francès modern oui).
El mot oc prové del llatí hoc (això), mentre que oïl es va derivar del llatí hoc ille.

## Història
Des de l'antiguitat la regió fou colonitzada per diversos pobladors (grecs, ibers, lígurs i gals). Els romans hi fundaren la ciutat de Narbo Martius (Narbona), que donà nom a la província Narbonense.
En el segle v els visigots feren de Tolosa una capital importantíssima, i conservaren l'essencial de la cultura antiga. A Arbuna (Narbona), els àrabs provaren d'establir un poder islamico-cristià, però la invasió franca de Carles Martell desbaratà aquesta possibilitat. A la fi del segle xii i a l'inici del XIII el comtat de Tolosa fou el centre d'una important renovació social. La croada contra els albigesos fou una guerra heroica i despietada: la civilització occitana fou anihilada, i Catalunya perdé els seus interessos polítics al nord de les Corberes. A partir del 1271, any en què les terres de la regió foren annexades a la corona de França, el Llenguadoc visqué una vida provinciana especial i gaudí d'un estatut benèfic. Durant la Guerra dels Cent Anys, la revolta dels tuchins es va alçar contra les guarnicions d'anglesos i gascons que els atacaven.
Després d'haver estat, a l'edat mitjana, la terra del catarisme, fou, durant el segle xvi, un lloc de presència protestant. L'intriga del governador, Enric II de Montmorency (1595 - executat a Tolosa el 30 d'octubre del 1632), contra el Cardinal Richelieu i el poder central (1632), i la seva lluita contra els protestants, a més de la guerra religiosa i social dels camisards del 1702, ensangonaren el país fins al segle xviii. El 1907 també hi hagué una important revolta de viticultors.